# 房孺復
房孺復（756年—797年9月24日），唐朝河南洛阳人，房琯的庶子。
房孺復年少聪慧，年七八岁，就能写粗浅的文章，亲族称奇。长大后，狂疏傲慢，任情纵欲。二十岁，淮南节度陈少游征召为从事，多招阴阳巫师，让他们扬言说自己年过三十必为宰相。唐德宗至奉天县，包佶在扬州掌管财赋，陈少游想要抢夺。包佶听说后逃走，陈少游派人劫包佶回来，房孺复请行，这时候包佶已过江南，他就回来了。陈少游去世，浙西节度韩滉征辟房孺復入幕府。其长兄房宗偃先贬官岭下去世，灵柩到扬州，房孺复没有吊祭。他起初娶郑氏，不喜欢她，多养婢女，郑氏的保母劝说他，房孺复于是先被棺木召集家人，想要活着装敛保母，远近之人都很惊异。郑氏产后三四日，就令上船行路，数日后，郑氏遇风而亡。房孺复是宰相子，年少有浮名，奸恶本性没有暴露，官至杭州刺史。又娶台州刺史崔昭之女，崔氏妒悍，一天杖杀侍女二人，埋入雪中。观察使上奏，皇帝下诏调查，房孺复贬为连州司马，令他与崔氏离异。房孺复回来转任辰州刺史。贞元十年（794年）六月，以辰州刺史房孺复改任容州刺史、本管经略使。暗中与崔氏往来，很久后上疏请复合，皇帝同意了。二岁余，不久，又奏请与崔氏离异，他行事恣意、不顾礼法如此。贞元十三年八月廿九壬午日（797年9月24日），容管经略使房孺复去世，时年四十二岁。